# Camille Jones
Camille Jones (Skanderborg, 28 november 1973) is een Deense zangeres, songwriter en muziekproducent. Ze is meest bekend van haar lied "The Creeps", geschreven door haar zelf en geremixt door de Nederlandse dj Fedde le Grand. Het lied werd een wereldwijde clubhit.

## Carrière
Jones werd geboren in Skanderborg, maar groeide op in Aarhus. Ze bracht een jaar door in de Verenigde Staten als YFU-uitwisselingsstudent. In 2000 had ze succes in Europa met haar debuutalbum Camille Jones, dat de singles Daddy Would Say en Nothing Comes From Nothing bevatte.
In 2004 bracht Jones haar album Surrender uit, met de single The Creeps. De eerste video – geproduceerd door Mikkel Serup – werd in 2005 genomineerd voor een Danish Music Award. De Nederlandse dj−producer Fedde Le Grand gebruikte het lied voor zijn eigen platenlabel Flamingo Recordings en maakte er een house-remix van. Begin 2007 werd de remix opgepikt door radiostations in het Verenigd Koninkrijk en Europa en daarna in maart 2007 uitgebracht door Ministry of Sound. Marcus Adams maakte een nieuwe video voor de single. Het lied werd een hit in de hitlijsten en in de nachtclubs. The Creeps stond acht weken in de Top 40, met als hoogste notering plaats 18 en werd Dancesmash op Radio 538. In het Verenigd Koninkrijk haalde het lied plaats 7 op de "Single Charts" en kwam het op nummer 1 binnen in de "Dance Charts".
Jones' derde album Barking Up The Wrong Tree werd uitgebracht in Scandinavië in 2008 en bevatte de singles Difficult Guys, I Am (What You Want Me To Be) en Get Me Out. Muziekvideo's voor Difficult Guys en I Am (What You Want Me To Be) werden geproduceerd ter promotie.
In januari 2011 werkte Jones samen met Kato, Ida Corr en Johnson aan de Deense single Sjus. Het nummer kwam binnen op nummer 1 in de Deense "Single charts".

## Discografie

### Albums
- 2000 - Camille Jones – Offbeat Records
- 2004 - Surrender – Offbeat Records
- 2005 - Surrender (Internationale Versie) – Alarm Music
- 2008 - Barking Up The Wrong Tree - Kick Music/Discowax
- 2011 - Did I Say I Love You - LiftedHouse
- 2016 – Camille – disco:wax

### Singles
- 2000 - Nothing Comes From Nothing
- 2000 - Should Have Known Better
- 2000 - Don't Wanna Be
- 2000 - Daddy Would Say
- 2005 - The Creeps
- 2007 - The Creeps (geremixt door Fedde le Grand)
- 2008 - Difficult Guys
- 2008 - I Am (What You Want Me To Be)
- 2008 - Someday (Gauzz Mix)
- 2009 - Get Me Out (Jason Gault Remix)
- 2010 - The Truth
- 2011 - The Streets
- 2011 - Better Forget (met The House Keepers)[7]
- 2012 - All I Want (feat. Phunkjump)
- 2012 - Tro, Håb og Kærlighed (Uitgebracht in Denemarken, Noorwegen en  IJsland)
- 2012 - Midnat I Mit Liv (Uitgebracht in Scandinavië)
- 2015 - All that matters

### Singles als vermelde artiest
- 2009 - I Like It (Morten Breum met Camille Jones)
- 2011 - Sjus (Kato met Ida Corr en Johnson)

- Gemeinsame Normdatei: 135485010
- International Standard Name Identifier: 0000 0000 5685 0734
- Library of Congress Control Number: n2012206470
- MusicBrainz: fa590fc3-54e5-4ffd-9e47-aec0f395bc16
- Virtual International Authority File: 80215095